# يحمور أوروبي
اليحمور الأوروبيّ والذي يعرف أيضا بمجرّد اليحمور أو اليأمور هو أحد فصائل عائلة الأيليات والذي يوجد في أوربة وآسيا الصغرى والغربية بالإضافة إلى المناطق الساحليّة القزوينيّة. لليحمور الأوروبيّ قريب يعرف باليحمور السيبيري يعيش في المناطق الممتدة من حدود جبال الأورال إلى الصين وسيبيريا. تلتقي الفصيلتين في منطقة جبال القوقاز حيث تحتل الفصيلة الأوروبيّة القسم الجنوبي من سلسلة الجبال بالإضافة إلى المناطق المجاورة في آسيا الصغرى، بينما تحتل الفصيلة السيبيريّة القسم الشمالي من السلسلة. يعيش اليحمور في معظم أورُبَّة عدا شمال إسكندينافيا وبعض الجزر مثل إسلندا وإرلندا وجزر البحر المتوسط، أما في دول حوض البحر المتوسط فتوجد هذه الأيائل بشكل رئيسيّ في المناطق الجبلية وتقل أعدادها أو حتى لا توجد في المناطق الأكثر انخفاضا. وقد انقرض اليحمور الأوروبي من معظم الدول العربية التي تواجد فيها سابقا مثل لبنان وسوريا، أما فلسطين فقد أُعِيد إدخاله إليها من قبل الجمعيات الإسرائيليّة المختصة بعد أن أحضروا مجموعات صغيرة من حدائق الحيوانات في أورُبَّة وأطلقوا سراحها في البرّية بشمال فلسطين في جبل الكرمل والجليل.

## الوصف الخارجي

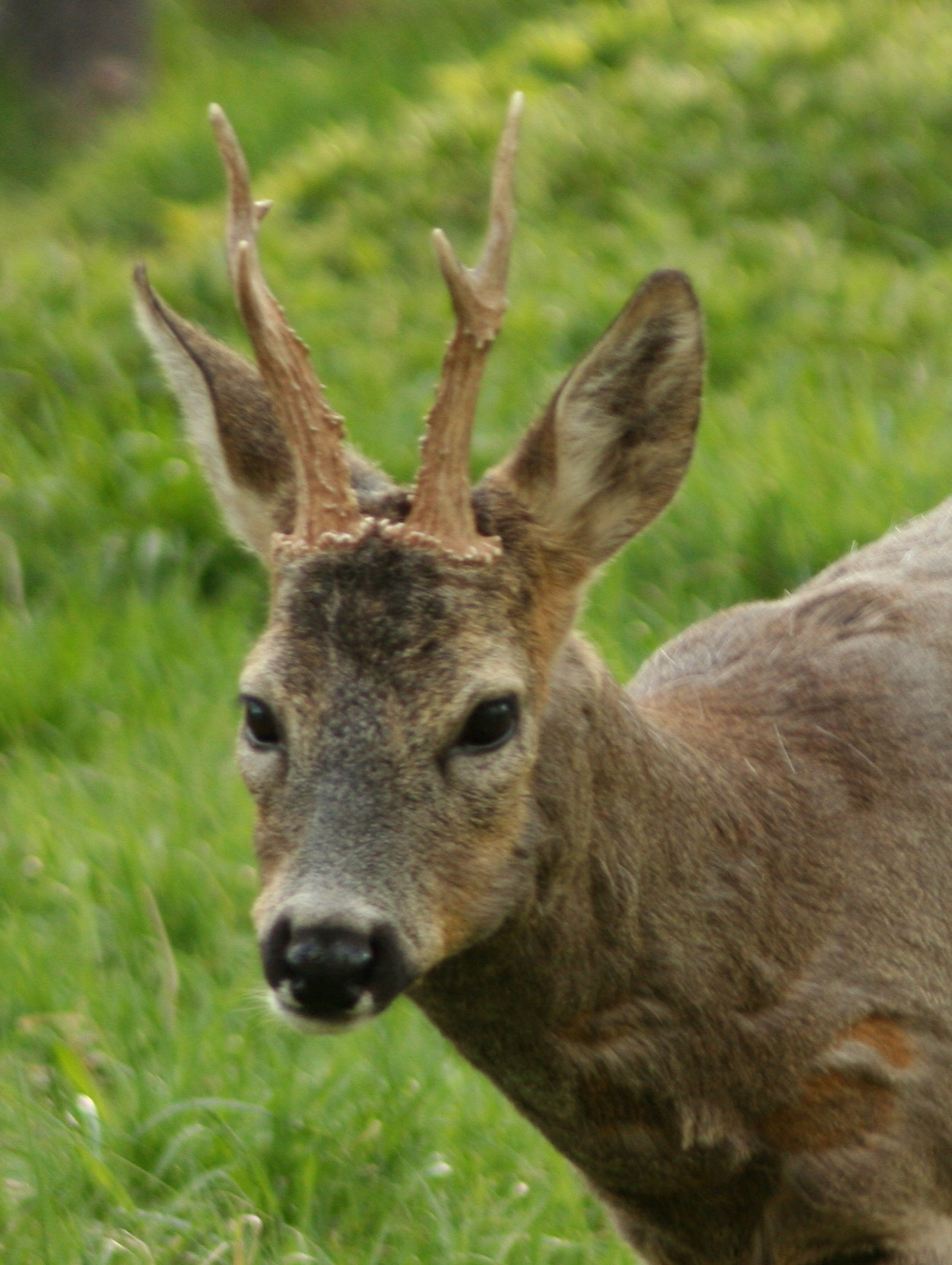
ذكر اليحمور

يعتبر اليحمور من الأيائل الصغيرة الحجم حيث يبلغ طول جسده بين 95 و 135 سنتيمترا (3.1-4.4 أقدام) وارتفاعه عند الكتفين 65-75 سنتيمترا (2.1-2.5 أقدام) ويزن ما بين 15 و 30 كيلوغراما (33-66 رطلا). يمتلك ذكر اليحمور قرونا قصيرة منتصبة، وللجنسين جسد محمرّ بالإضافة إلى رأس رمادي. ويتغير لون شعر هذه الحيوانات بتغير الفصول، فهو أحمر مذهّب في الصيف ويدكن في الشتاء حتى يتحول إلى البني أو حتى الأسود، بالإضافة لذلك فهي تمتلك قسما سفليا باهت وبقعة بيضاء على الأرداف أما الذيل فقصير جدا (يبلغ ما بين 2-3 سنتيمترات، أو 1.2 إنش) وبالكاد يمكن رؤيته. وحدها ذكور اليحمور الأوروبيّ تمتلك قرون والتي تفقدها خلال الشتاء وتسبدلها بقرون جديدة قبل بداية موسم التزاوج، وتكون قرون الذكور اليافعة قصيرة (5-12 سنتيمترا، أو 2-4.7 إنشات) وغير متفرعة في موسمي التزاوج الأولين، أما الذكور الأكبر سنًا فتنمو لديها قرون يبلغ طولها حتى 20-25 سنتيمترا (8-10 إنشات) بحال توفرت لها الظروف المناسبة كما وتتفرع هذه القرون إلى فرعين أو ثلاثة ونادرا أربعة. تتغطى قرون الذكور بطبقة من المخمل الشبيه بالفراء عندما تكون في طور النمو، ومن ثم تقشر هذه الطبقة وتسقط عندما تقسو القرون وتصبح حادة ويختفي مخزون الشعر الذي ينمو عليها من الدم. قد يقوم الذكر بتسريع هذه العملية عبر حك قرونه وشحذها على الأشجار، واليحمور هو الصنف الوحيد من الأيائل الذي تنمو قرونه مجددا في الشتاء.

## المسكن والحمية
اليحمور حيوان رشيق وسريع ينشط في فترة الشفق بشكل رئيسيّ، وهو يسكن الأراضي الحرجيّة وقد يغامر أحيانا بالتنقل في الأراضي العشبية والغابات المتناثرة. تتغذى هذه الحيوانات على الأعشاب وأوراق الأشجار والتوت بالإضافة إلى البراعم الصغيرة، وهي تفضل الأعشاب القصيرة الطريّة ذات العصارة الكثيرة مثل العشب الذي هطل عليه المطر قبل يوم. ولا يقوم اليحمور الأوروبي في العادة بالدخول إلى الحقول التي توجد فيها الماشية المستأنسة أو تواجدت فيها مؤخرا، وذلك لأن هذه الأخيرة تقوم بتوسيخ العشب كثيرًا. يُربَط اليحمور عادة بالمجتمعات البدائيّة التي عاشت في العصر الحديدي في أورُبَّة والتي استفاد اليحمور (الذي كان متواجدا بكثرة في ذلك الوقت) من قيامها بإزالة بعض الغابات والأراضي الحرجية لغرض الزراعة مما وفر لهذه الحيوانات مساحات أوسع ليرعى فيها.

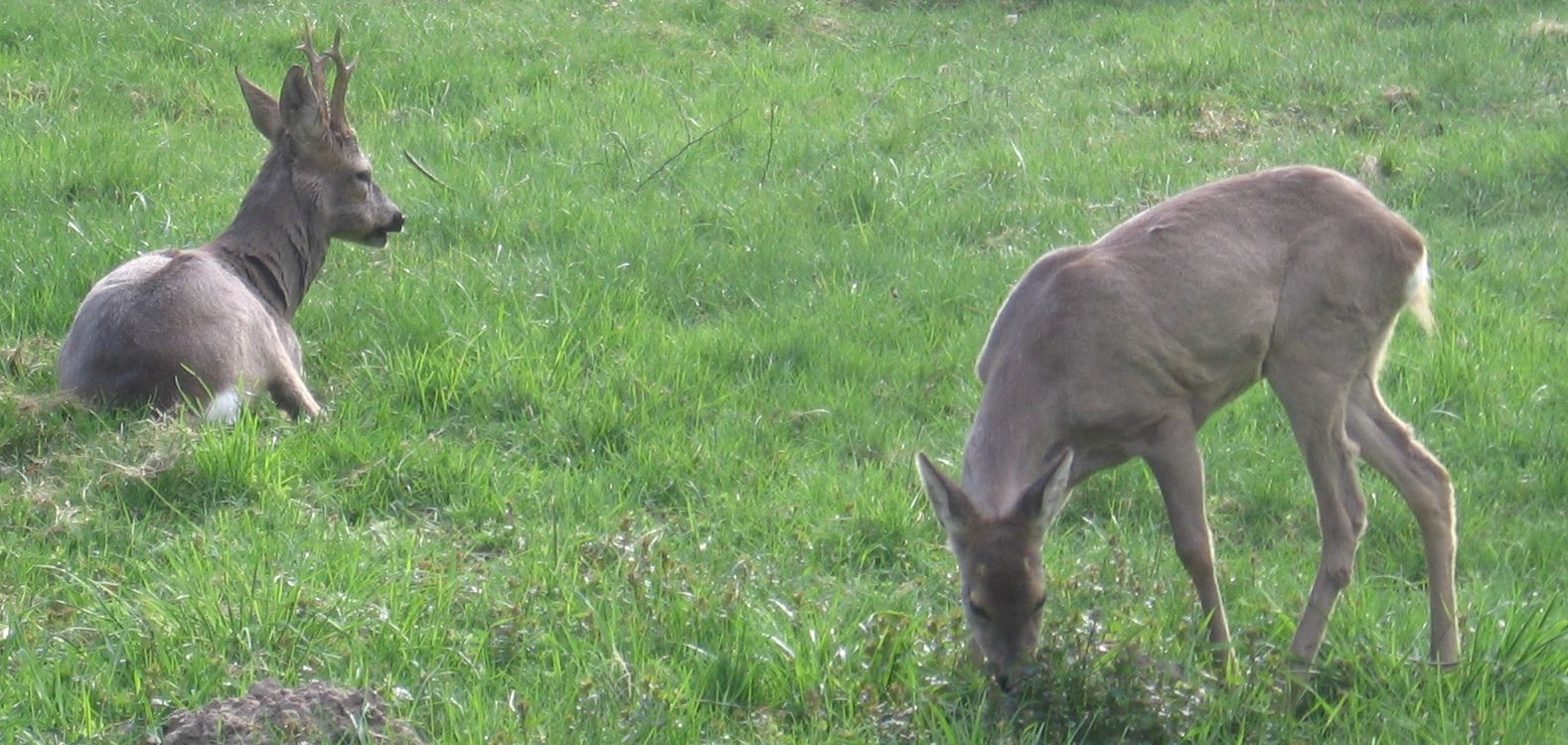
يحمور ذكر وأنثى في أورُبَّة الشرقية خلال أواخر إبريل

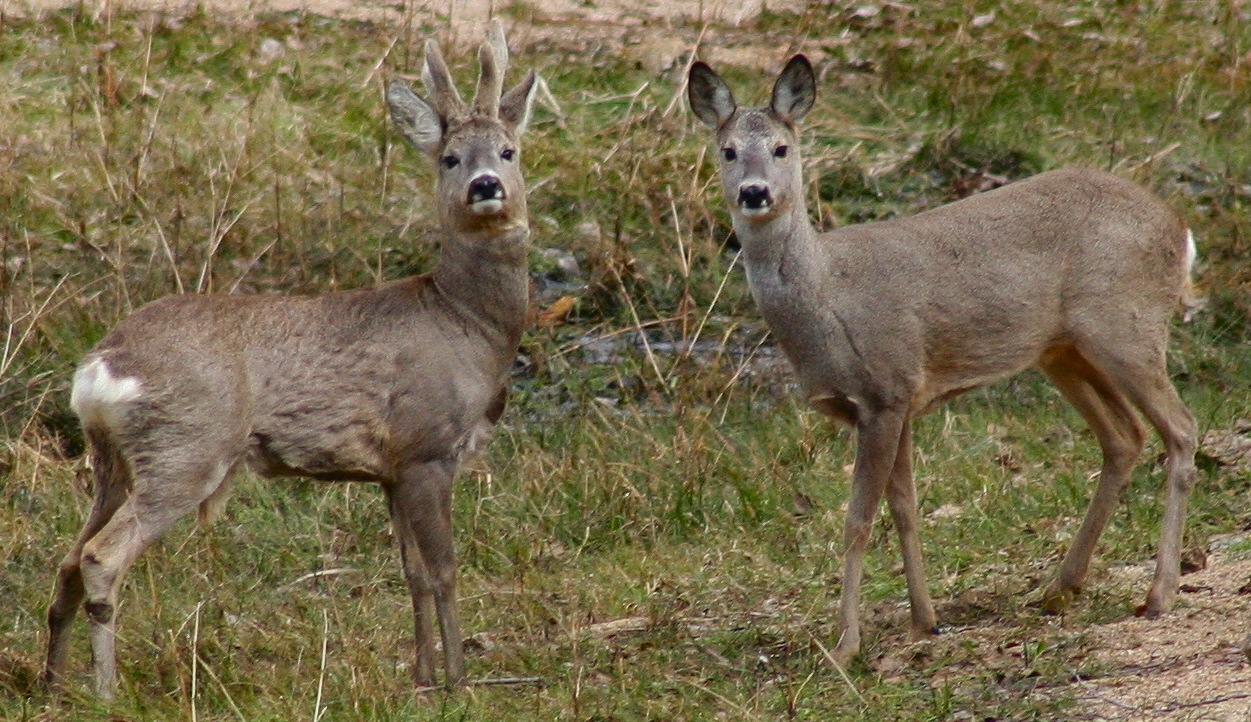
ذكر يافع وأنثى

## العادات
يبلغ الحد الأقصى لحياة اليحمور في البريّة قرابة العشر أعوام. وعندما يشعر هذا الحيوان بالخطر يقوم بالنباح كالكلب ويظهر البقعة البيضاء على أردافه التي يختلف شكلها بين الجنسين، حيث تكون على شكل قلب عند الإناث وشكل كلى عند الذكور. تقوم ذكور اليحمور الأوروبي بالنباح أيضًا، كما أنها قد تصدر صوتا مبطنا أو مرتفعا كعواء الذئب لجذب الإناث خلال موسم التزاوج وغالبا ما يجذب هذا الصوت العديد منها إلى داخل منطقة الذكر. يعيش اليحمور مستوحدا طيلة أيام السنة عدا فترة التزاوج في الموسم بالإضافة إلى الأنثى وصغيرها.

## التناسل
تعتبر ذكور اليحمور متعددة التزاوج أي أنها تتزاوج مع أكثر من أنثى، وهي تتقاتل مع بعضها للسيطرة على منطقة في أوائل الصيف لتجذب إليها الإناث ومن ثم تتزاوج في أوائل الخريف. يطارد الذكر الأنثى خلال فترة المغازلة وغالبا ما يقومون بسحق النبات والشجيرات النامية مما يترك خلفها أشكالا تشابه رقم ثمانية "8" تعرف باسم «حلقات اليحمور»، وقد تقوم الذكور كذلك الأمر بجرف ورمي الأوراق الساقطة والتراب بقرونها كوسيلة لجذب أنثى. تلد الأنثى خشفين مرقطين، ذكر وأنثى في شهر يونيو الذي يلي موسم التزاوج بعد فترة حمل تدوم سبعة أشهر. تبقى الصغار مختبئة من الضواري في الأعشاب العالية قبل أن تصبح قادرة على الانضمام إلى باقي المجموعة بحال كانت تعيش في مجموعة عائلية صغيرة، وترضع الأم صغارها عدة مرات في النهار لمدة ثلاثة شهور. تقوم الحيوانات البالغة بالتخلّي عن صغارها بحال شعرت أو شمّت رائحة إنسان أو حيوان مفترس قربها. تصبح إناث اليحمور الأوروبي قادرة على التناسل عندما تبلغ نحو 16 شهرا.